# Lutz Büge
Lutz Büge (* 10. Juni 1964 in Eutin, Ostholstein) ist ein deutscher Autor, Redakteur und Blogger der Frankfurter Rundschau (Bronski-Blog). Er lebt in Offenbach am Main.

## Leben
Büge fing im Alter von elf Jahren mit dem Schreiben an. 1984 machte er an der Johann-Heinrich-Voss-Schule in Eutin das Abitur und begann danach eine kaufmännische Ausbildung. 1987 zog er nach Freiburg im Breisgau, wo er Germanistik und Biologie studierte; das Studium schloss er nicht ab. Er arbeitete als freier Autor (taz, Stuttgarter Zeitung, Frankfurter Rundschau). 1996 veröffentlichte er seinen ersten Roman (Uschi, Lotte und Amerika) im Sternwaldverlag Freiburg. Es folgten bis 2006 vier weitere Romane, die beim Hamburger Männerschwarm Verlag erschienen. 2001 zog er mit seinem Lebenspartner nach Frankfurt am Main. Seit 2002 arbeitet er bei der Frankfurter Rundschau. Seit 2007 verantwortet er die Seite Leserbriefe und betreut das von ihm kreierte „Bronski“-Blog (seit 2005). 2011 gründet er die Website „Ybersinn“, auf der er über seine Arbeit als Autor berichtet und z. B. das deutsch-französische Fotoprojekt 365 Blicke/365 vues  betreibt; er schreibt dort auch den interaktiven Online-Krimi Der Fall Chimpagnon in 26 Folgen.
Seit 2013 veröffentlicht Büge Romane in Form von E-Books. Er griff dabei auf Manuskripte zurück, die zur Jahrtausendwende entstanden sind, aber keinen Verlag gefunden haben. Die Möglichkeit, als Selfpublisher E-Books zu veröffentlichen, reanimierte die schriftstellerische Arbeit. Die Stoffe wurden komplett überarbeitet, zum Teil dienten sie als Grundlage für neu erzählte Geschichten. 2015 folgt die erste Printveröffentlichung (Virenkrieg) im damals von seinem Lebenspartner gegründeten Ybersinn-Verlag. Danach folgten fünf weitere Print-Romane  (Die JFK-Akten, Skylla - Virenkrieg II, Incubus - Virenkrieg III, Evan - Virenkrieg IV, McWeir - Virenkrieg V).
2022 belegte Büge den zweiten Platz beim Wettbewerb des Frankfurter Autorentheaters mit dem Stück „Genetics“, einer Bühnenbearbeitung des gleichnamigen Romans (1999/2013). Das Stück wurde in einer szenischen Lesung am 25. September 2022 im Frankfurter Autorentheater uraufgeführt. Aus diesem Anlass erschien „Genetics“ in einer neuen Printausgabe.
Seit Beginn des Jahres 2023 arbeitet Büge auch mit dem Verlag „Sparkys Edition“ zusammen. Dort veröffentlichte er zur Leipziger Buchmesse den Roman „Noah schläft - Die Rückkehr der Arche“. Zur Frankfurter Buchmesse im Oktober 2024 erschien sein erster Kriminalroman "Die kalte Erika - Plibischonka recherchiert". 

## Veröffentlichungen
- 1996: Uschi, Lotte und Amerika, Sternwaldverlag Freiburg
- 1998: Reife Leistung, Verlag Männerschwarm Hamburg
- 1999: Genetics, Verlag Männerschwarm Hamburg
- 2003: Der Fall Edwin Drood, Verlag Männerschwarm Hamburg
- 2006: junge_von-nebenan, Verlag Männerschwarm Hamburg
- 2013: Der Osiris-Punkt, E-Book
- 2013: Genetics, überarbeitete Version, E-Book
- 2013: Virenkrieg, E-Book
- 2014: Schnabels Schnitzel, E-Book
- 2015: Der hölzerne Pharao, E-Book
- 2015: Virenkrieg (Printversion), Ybersinn-Verlag Offenbach a. M., ISBN 978-3-9817388-0-3.
- 2016: Die JFK-Akten, Ybersinn-Verlag Offenbach a. M. ISBN 978-3-9817388-5-8.
- 2017: Skylla – Virenkrieg II, Ybersinn-Verlag Offenbach a. M. ISBN 978-3-9817388-6-5.
- 2019: Incubus, Virenkrieg III, Ybersinn-Verlag Offenbach a. M. ISBN 978-3-9820887-0-9.
- 2020: Evan, Virenkrieg IV, Ybersinn-Verlag Offenbach a. M. ISBN 978-3-9820887-1-6.
- 2020: McWeir, Virenkrieg V, Ybersinn-Verlag Offenbach a. M. ISBN 978-3-9820887-2-3.
- 2022: Genetics, überarbeitete Neufassung, Ybersinn-Verlag Offenbach a. M. ISBN 978-3-9824798-0-4.
- 2023: Noah schläft - Die Rückkehr der Arche, Sparkys Edition Kirchheim/Teck ISBN 978-3-949768-08-8.
- 2024: Die kalte Erika. Plibischonka recherchiert. Sparkys Edition Kirchheim/Teck ISBN 978-3-949768-28-6.